# Révolte des Batetela de Shinkakasa

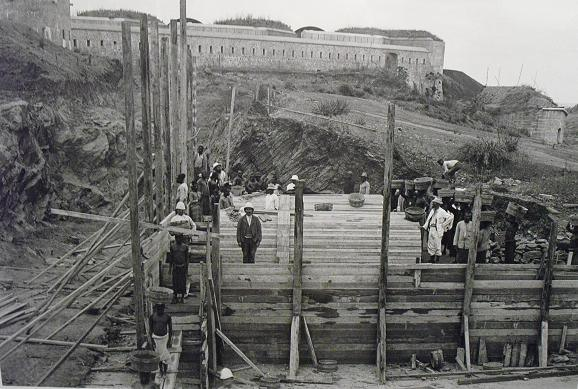
Le chantier de construction du fort.

La Révolte des Batetela de Shinkakasa est une mutinerie ayant pris place les 17 et 18 avril 1900 dans le Fort de Shinkakasa, à proximité de Boma, qui était alors capitale de l'État indépendant du Congo (EIC). 
Des guerriers du peuple (ba)tetela, qui fournissait une bonne partie des soldats autochtones de la force publique, s'étaient déjà révoltés en 1885 contre les agents coloniaux. Si l'ethnie dans son ensemble n'en avait pas été tenue responsable, l'état major de l'armée coloniale veilla par la suite à former des unités hétérogènes d'un point de vue ethnique pour pouvoir réduire le risque de rébellion en exploitant les rivalités entre ces groupes. La mutinerie du fort de Shinkakasa ne relève donc pas de la seule ethnie Tetela, mais le terme fut improprement utilisé par les chroniqueurs de l'époque (Boma était alors un comptoir colonial cosmopolite) et en a gardé le nom.

## Contexte
En avril 1900 le fort est toujours en construction. La main d’œuvre est constituée essentiellement de soldats-ouvriers relégués, c'est-à-dire inaptes au combat ou ayant été condamnés par la justice militaire à des périodes de servitude pénale pour des délits relativement mineurs (vols en chambrée, désertion simple…). Le service militaire dans l'EIC dure alors sept ans, et ces condamnations prolongent encore cette longue période qui a toutes les caractéristiques du travail forcé. Les relégués sont souvent de fortes têtes affectées loin de leurs terres d'origine pour réduire les velléités de désertion. Avec la rudesse de la relation entre colonisateur et populations locales et la présence dans le fort d'armes portatives et d'artillerie lourde, la situation était très propice à la rébellion.

## Chronologie
Le 17 avril en début d'après midi, après s'être rendu maîtres des gardes coloniaux du fort, en nombre réduit ce jour- là, les mutins s'arment et se dirigent vers la ville. Ils sont rapidement stoppés et se réfugient dans le fort. Ils tournent alors les pièces de défense rapprochée et les canons lourds vers la ville et tirent un grand nombre d'obus. Mais leur méconnaissance des principes de la balistique les empêche d'atteindre leur cible.
Le 18 avril au soir les mutins valides s'enfuient en direction du nord avec l'espoir de quitter le territoire de l'EIC. Une poursuite est engagée par les forces coloniales formant à cette fin quatre colonnes. L'essentiel du groupe est pris dans la région de Luala, certains parviennent toutefois à franchir la frontière et sont désarmés par les forces françaises.
Les repris sont présentés au conseil de guerre qui prononce dix-huit condamnations à mort.